# Chec

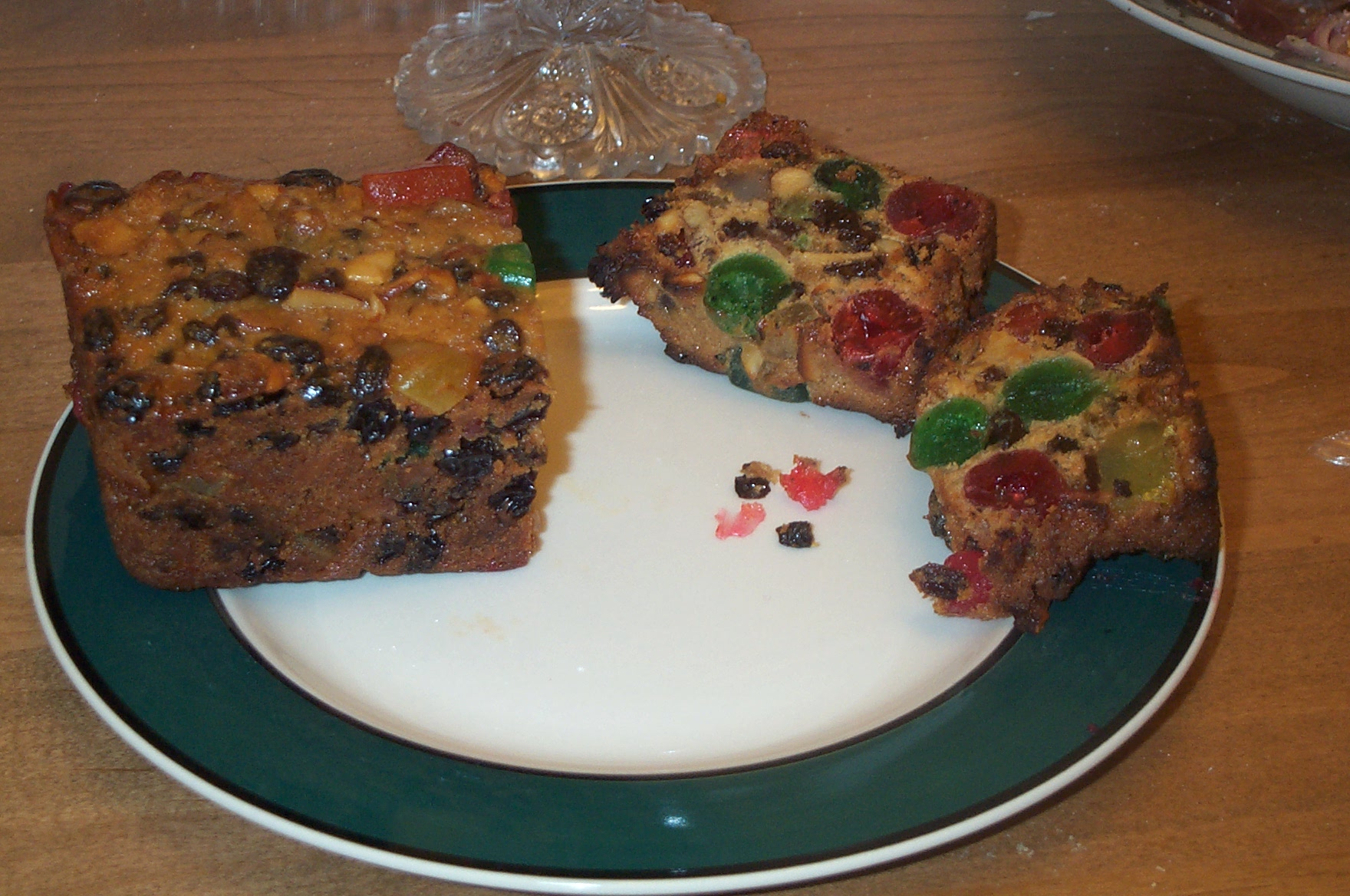
Chec tradițional american cu fructe și nuci

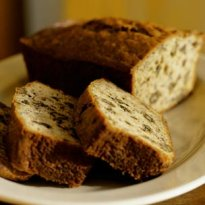
Chec cu banane și nuci

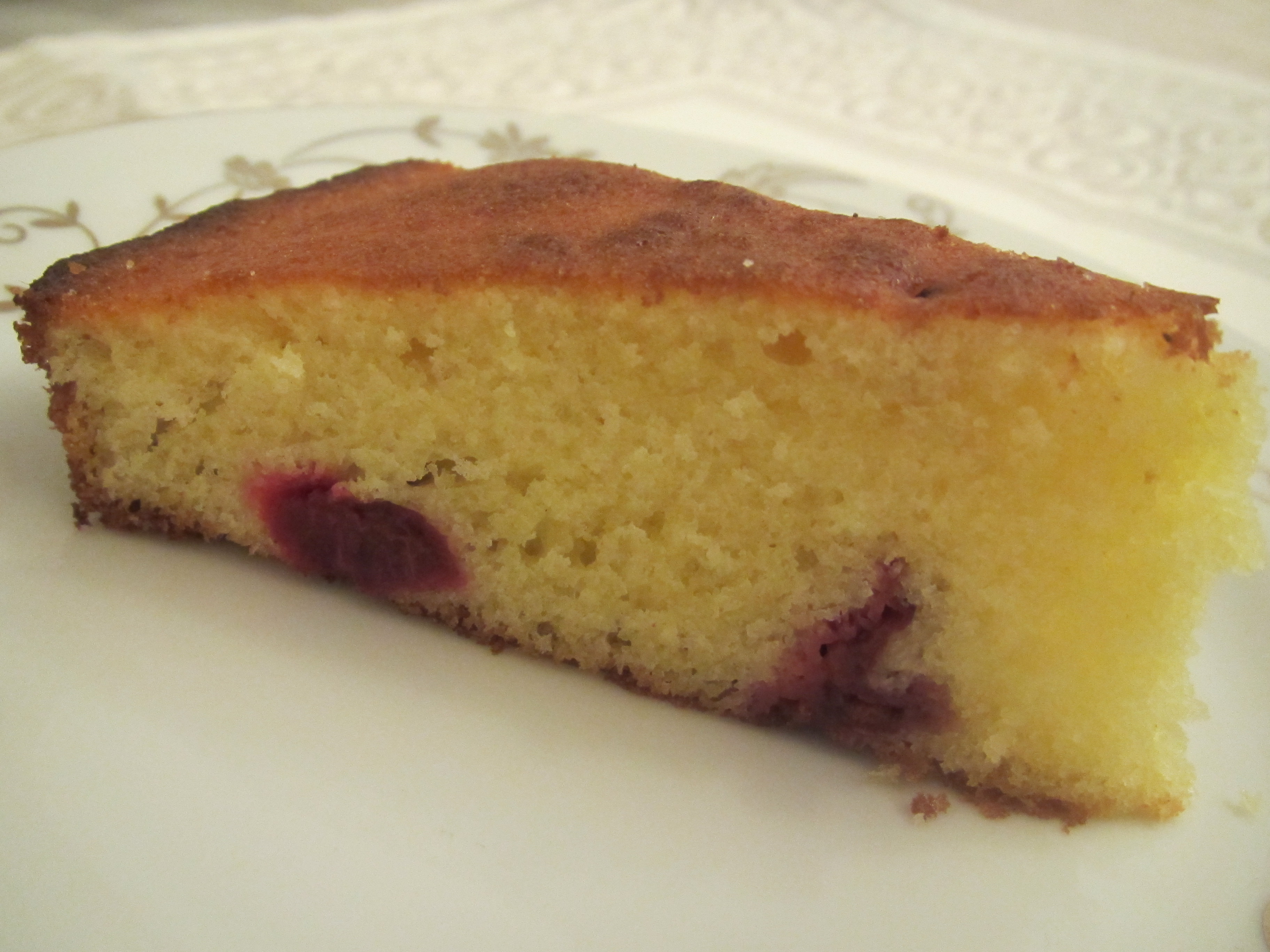
Chec cu vișine

Checul este o prăjitură realizată dintr-o compoziție obținută prin simpla amestecare a ingredientelor (făină, unt, ouă, zahăr, praf de copt), coaptă de obicei într-o formă dreptunghiulară. Checul poate fi simplu sau cu adaos de cacao, fructe confiate, stafide, nuci sau rahat.